# Мишина, Дарья Владимировна
Да́рья Влади́мировна Ми́шина (урожденная — Миро́нова, род. 9 апреля 1993; Всеволожск, Ленинградская область, Россия) — российская теннисистка, победительница Кубка России (2019), финалистка Чемпионата России (2020), трёхкратная чемпионка Санкт-Петербурга, многократная победительница международных турниров серии ITF Woman’s. Обладательница олимпийской золотой медали «barents games» (2017). Мастер спорта России.

## Спортивная карьера

### Спортивные заслуги
Дарья Мишина начала заниматься теннисом в семь лет, спортсменка предпочитает корты с твердым покрытием, но в основном она участвовала в турнирах Мирового женского теннисного тура ITF, где Мишина выигрывала семь титулов в одиночном разряде и одиннадцать титулов в парном разряде. Дебютировала на турнире: wta ladies trophy. Четвертьфиналистка в парном разряде и участница основной сетки в одиночном разряде. В 2019 году стала победительницей Кубка России, а в следующем 2020-м году стала финалисткой Чемпионата России, является трёхкратной чемпионкой Санкт-Петербурга. Мишина многократно являлась победительницей международных турниров серии ITF Woman’s. Обладательница олимпийской золотой медали «barents games» (2017). Мишиной было присвоено спортивное звание Мастер спорта России.

### Антидопинг
25 августа 2021 года Мишина прошла плановую допинг-проверку, которая оказалась положительной. В её крови было обнаружено вещество экзогенного тестостерона. 16 октября 2021 года она была временно отстранена от ITF и по этой причине сыграла свой последний международный турнир в сентябре 2021 года. Поэтому она больше не фигурирует в мировых рейтингах тенниса.

## Личная жизнь
- Замужем. Является невесткой тренера по фигурному катанию Алексея Мишина[10][11].

## Звания и достижения
- Победитель Кубка России по теннису (2019).
- Финалист Чемпионата России по теннису (2020).
- Трёхкратная чемпионка Санкт-Петербурга по теннису.
- Многократная победительница международных турниров серии ITF Woman’s.
- Обладательница олимпийской золотой медали «barents games» (2017).
- Мастер спорта России.